# Isma'il bn Zakariyya
 (juin 2024).
La mise en forme du texte ne suit pas les recommandations de Wikipédia : il faut le « wikifier ».
Les points d'amélioration suivants sont les cas les plus fréquents. Le détail des points à revoir est peut-être précisé sur la page de discussion.
- Les titres sont pré-formatés par le logiciel. Ils ne sont ni en capitales, ni en gras.
- Le texte ne doit pas être écrit en capitales (les noms de famille non plus), ni en gras, ni en italique, ni en « petit »…
- Le gras n'est utilisé que pour surligner le titre de l'article dans l'introduction, une seule fois.
- L'italique est rarement utilisé : mots en langue étrangère, titres d'œuvres, noms de bateaux, etc.
- Les citations ne sont pas en italique mais en corps de texte normal. Elles sont entourées par des guillemets français : « et ».
- Les listes à puces sont à éviter, des paragraphes rédigés étant largement préférés. Les tableaux sont à réserver à la présentation de données structurées (résultats, etc.).
- Les appels de note de bas de page (petits chiffres en exposant, introduits par l'outil «  Source ») sont à placer entre la fin de phrase et le point final[comme ça].
- Les liens internes (vers d'autres articles de Wikipédia) sont à choisir avec parcimonie. Créez des liens vers des articles approfondissant le sujet. Les termes génériques sans rapport avec le sujet sont à éviter, ainsi que les répétitions de liens vers un même terme.
- Les liens externes sont à placer uniquement dans une section « Liens externes », à la fin de l'article. Ces liens sont à choisir avec parcimonie suivant les règles définies. Si un lien sert de source à l'article, son insertion dans le texte est à faire par les notes de bas de page.
- La présentation des références doit suivre les conventions bibliographiques. Il est recommandé d'utiliser les modèles {{Ouvrage}}, {{Chapitre}}, {{Article}}, {{Lien web}} et/ou {{Bibliographie}}. Le mode d'édition visuel peut mettre en forme automatiquement les références.
- Insérer une infobox (cadre d'informations à droite) n'est pas obligatoire pour parachever la mise en page.

Pour une aide détaillée, merci de consulter Aide:Wikification.
Si vous pensez que ces points ont été résolus, vous pouvez retirer ce bandeau et améliorer la mise en forme d'un autre article.
 (février 2025).
Cheikh Isma'il bn Zakariyya, également appelé Me Izala, né en 1937 à Gwaskwaram (Colonie et protectorat du Nigeria) et mort le 25 janvier 2000 à Jos (État de Plateau), est un érudit islamique nigérian et un ancien officier militaire au grade de capitaine.
Il est célèbre pour avoir été le fondateur et le premier président du Conseil des Ulama du JIBWIS, connu sous le nom d'Izala.

## Biographie

### Enfance
Cheikh Isma'il bn Zakariyya naquit en 1937 à Gwaskwaram, dans l'État de Bauchi. Son grand-père provenait de la tribu Jahun (Peuls) de l'État de Kano, établie ultérieurement dans l'État de Bauchi. Quasiment tous les membres de la tribu Peul sont adeptes de l'Islam. Historiquement, de nombreux Peuls ont intégré les groupes Haoussa, seule autre grande tribu à prédominance musulmane au Nigeria. Les Haoussas se sont établis dans ce pays, attirant ainsi les Peuls du Niger et du Tchad vers le Nigeria.
Sa famille, traditionnellement engagée dans l'élevage de bétail, observait les coutumes peules ancestrales. Isma'ila reçut son éducation initiale de son père, Idris Zakariyya, un érudit islamique respecté, se concentrant sur la récitation du Coran et les textes classiques de la jurisprudence islamique (fiqh). Animé par un désir d'apprentissage, Isma'ila rechercha les connaissances auprès des érudits éminents de Bauchi et poursuivit ses études à l'École d'études arabes (SAS) de Kano. 

## Mort
Cheikh Ismaila Idris décède le 25 janvier 2000 des suites d'une courte maladie, après avoir contracté quatre mariages et engendré neuf enfants. 